# Clayman
Albums de In Flames
Colony Reroute To Remain
Clayman est le 5e album du groupe de death metal mélodique In Flames sorti en 2000.
Le solo de guitare du titre Suburban Me est joué par Christopher Amott (Arch Enemy).

## Musiciens

### Membres du groupe
- Anders Fridén - Chant
- Björn Gelotte - Guitare
- Jesper Strömblad - Guitare
- Peter Iwers - Basse
- Daniel Svensson - Batterie

### Invités
- Fredrik Nordström – Synthétiseur
- Charlie Storm – Synthétiseur
- Christopher Amott (Arch Enemy) – Guitare solo sur Suburban Me

## Titres
| No  | Titre                          | Durée |
| --- | ------------------------------ | ----- |
| 1.  | Bullet Ride                    | 4:42  |
| 2.  | Pinball Map                    | 4:08  |
| 3.  | Only for the Weak              | 4:55  |
| 4.  | ...As the Future Repeats Today | 3:27  |
| 5.  | Square Nothing                 | 3:57  |
| 6.  | Clayman                        | 3:28  |
| 7.  | Satellites and Astronauts      | 5:00  |
| 8.  | Brush the Dust Away            | 3:17  |
| 9.  | Swim                           | 3:14  |
| 10. | Suburban Me                    | 3:35  |
| 11. | Another Day in Quicksand       | 3:56  |

| 12. | Strong and Smart (Reprise de No Fun At All) | 2:22 |

| 12. | World of Promises (Reprise de Treat) | 3:49 |